# Natanya Ross
Natanya Ross (27 oktober 1981, Asbury Park) is een Amerikaanse actrice.

## Carrière
Ross is begonnen als jeugdactrice met acteren voor een televisiecommercial van McDonald's.
Ross begon in 1989 met acteren in de film Little Monsters. Hierna heeft zij nog enkele rollen meer gespeeld in films en televisieseries zoals Billy (1992), Boy Meets World (1994), The Secret World of Alex Mack (1994-1998) en Boston Public (2000). Voor haar rol in de televisieserie The Secret World of Alex Mack werd zij in 1996 genomineerd voor een Young Artist Award in de categorie Beste Optreden door een Jonge Actrice in een Televisieserie.

## Filmografie

### Films
- 1999 Bellyfruit – als Kelly
- 1996 Shadow Zone: The Undead Express – als Gabe
- 1995 The Baby-Sitters Club – als Grace
- 1995 Freaky Friday – als Jackie
- 1994 Munchie Strikes Back – als Jennifer
- 1989 Little Monsters – als kind voor de rechter

### Televisieseries
Uitgezonderd eenmalige gastrollen.
- 1994 – 1998 The Secret World of Alex Mack – als Robyn Russo – 43 afl.
- 1992 Billy – als Laura MacGregor – 13 afl.